# Mineiros
| \| Mineiros \|                   |
| Lage der Stadt Mineiros in Goiás |
| Mineiros                         |

| Mineiros |

Mineiros ist eine brasilianische politische Gemeinde im Bundesstaat Goiás. Sie liegt südwestlich der brasilianischen Hauptstadt Brasília und von Goiânia, der Hauptstadt des Bundesstaates, am Dreiländereck von Goiás / Mato Grosso und Mato Grosso do Sul. Im Jahr 2019 lebten schätzungsweise 66.801 Menschen in Mineiros.

## Geographische Lage
Mineiros grenzt an folgende Gemeinden:
- im Norden an Ponta Branca (MT)
- im Nordosten an Doverlândia
- im Osten an Caiapônia, Perolândia und Jataí, sowie der Gemeinde Portelândia als Enklave
- im Südosten an Serranópolis
- im Süden Chapadão do Céu, Costa Rica (MS)
- im Westen an Alto Taquari (MT), Alto Araguaia (MT) und Santa Rita do Araguaia

Das mittig im Gemeindegebiet von SW nach NE verlaufende Gebirge Serra do Caiapo teilt das Gemeindegebiet in zwei hydrologische Becken auf:
- Nach Norden das Rio Araguaia- / Tocantins-Becken
- Nach Süden das Paraná-Becken mit den Hauptzuflüssen
  - Rio Verde
  - Rio Jacuba → Rio Corrente
  - den Zuflüssen des Rio Claro

## Söhne und Töchter
- Joaquim Carlos Carvalho (* 1954), römisch-katholischer Ordensgeistlicher, Bischof von Jataí
- André Ricardo Soares (* 1981), Fußballspieler